# Індустріальна (станція метро, Харків)
«Індустріальна» (до 17 травня 2016 — «Пролетарська») — 13-та станція Харківського метрополітену. Кінцевий пункт першої черги метрополітену. У конструкції цього станційного комплексу багато спільного зі станцією «Левада», з тією різницею, що тут мають перевагу червонасті та золотаві тони.

## Конструкція
Колонна трипрогінна мілкого закладення з острівною платформою.

## Колійний розвиток
Станція з колійним розвитком— 6-стрілочні оборотні тупики в кінці лінії.

## Загальний опис станції
Східний вестибюль з'єднаний з найдовшим в Харкові підземним переходом. Виходи з нього ведуть до заводу «Електроважмаш», трамвайної лінії, до автостанції «Заводська», залізничної станції Лосєве ІІ. Тролейбуси й автобуси підвозять до станції мешканців Роганського та Східного масиву. Отже, станція є одним з найбільших транспортних вузлів Харкова.
Злегка розширюються догори колони, оброблені рожевим мармуром «Буровщина» Іркутського родовища. Цей же мармур використаний для обробки цоколів колійних стін і вертикальних вставок, на яких укріплені прикраси з латуні. Колійні стіни облицьовані світло-сірим мармуром Саяно-Шушенського родовища, стіни вестибюлів — білим мармуром «Коєлга». Цікавий геометричний малюнок підлоги набраний з плит лабрадориту і червоного граніту. Станційний зал освітлений люмінесцентними світильниками, розташованими між ребрами плит перекриття.
Оформлення станції включає дві тематичні декоративно-художні композиції з кераміки, встановлені на торцях перекриття над сходами. Правда, західний вестибюль станції, що веде до заводів ДСК-1 і 8-й ДПЗ, закрили в середині 1990-х років через низький пасажиропотік. 16 березня 2009 року його знову відкрито.
Східний вестибюль з'єднаний з довжелезним в Харкові підземним переходом. Виходи з нього ведуть до заводу «Електроважмаш», трамвайної лінії, до автостанції «Заводська», залізничної станції Лосєве ІІ. Тролейбусні та автобусні маршрути підвозять до станції жителів Роганського і Східного жилмасивів. Таким чином, станція є одним з найбільших транспортних вузлів Харкова.
17 травня 2016 року рішенням Харківської обласної державної адміністрації станцію було перейменовано на «Індустріальну».